# Bartosz Bosacki
Bartosz Bosacki, né le 20 décembre 1975 à Poznań, est un footballeur professionnel polonais. Il occupe le poste de défenseur et n'est actuellement lié à aucun club.

## Carrière

### En club

#### Un cadre en Pologne
Natif de Poznań, Bartosz Bosacki commence sa carrière dans le club local du SKS 13 Poznań, avant de se faire remarquer par le grand Lech Poznań en 1994. Le 29 avril 1995, il fait sa première apparition avec le Lech en championnat contre le Zagłębie Lubin, rencontre durant laquelle il effectue les quatre-vingt-dix minutes de jeu (match nul deux buts partout). Quelques jours plus tard, il connait pour la première fois les joies du stade municipal de Poznań, joie de courte durée puisqu'il est remplacé sur blessure à la mi-temps par Marek Czerniawski. La saison suivante, il revient sur les terrains au mois d'août, et parvient à s'imposer dans la défense de Franiak, l'entraîneur de l'époque. Il dispute la quasi-intégralité des matches restants. Cela en va de même l'année suivante, Bosacki prenant part à toutes les rencontres de championnat dans leur ensemble, mis à part lors de la vingt-neuvième journée. Après avoir décroché la dixième place en 1998, Bosacki part à l'Amica Wronki.
Dès sa première saison au club, le Polonais gagne sa place rapidement dans le onze de départ, lui qui a pris l'habitude de disputer des matches de première division, et remporte la Coupe de Pologne puis la Supercoupe de Pologne, ses deux premiers trophées. L'année suivante, il joue toujours autant, et participe pour la première fois à une Coupe d'Europe, la Coupe UEFA, durant laquelle il accède au deuxième tour avant de chuter face à l'Atlético de Madrid sur le lourd score cumulé de cinq buts à un. Il défend également parfaitement son titre, en le remportant une seconde fois d'affilée. Après deux nouvelles saisons passées à l'Amica, et cent seize rencontres disputées au total, Bartosz Bosacki retourne dans son premier club professionnel, tout juste promu en première division.
Pour son retour à Poznań, Bosacki n'a même pas besoin de faire ses preuves pour être titularisé en défense centrale. Après une lutte compliquée pour le maintien en Ekstraklasa, dont Bosacki a été un artisan important puisqu'il a participé à tous les matches de championnat dans leur intégralité, le club connaît en 2004 de meilleurs jours. En effet, Bosacki et le Lech réalisent le doublé coupe-supercoupe, comme en 1999.

#### Saisons compliquées en Allemagne
À la fin de cette saison, Bartosz Bosacki signe au FC Nuremberg, équipe allemande promue en Bundesliga, pour cent-cinquante-mille euros. Le 7 août 2004, lors de la première journée de championnat, il fait ses débuts contre le FC Kaiserslautern (victoire trois buts à un). Mais en raison de différentes blessures, Bosacki ne dispute que quatorze rencontres, dont une en Coupe d'Allemagne. Titulaire à son arrivée, le joueur n'est plus beaucoup utilisé la saison suivante. En janvier 2006, Bosacki et Nuremberg s'accordent sur la résiliation de son contrat.

#### Retour à Poznań
Après cette brève aventure allemande, Bosacki retourne une nouvelle fois dans son club natal, où il envisage de finir sa carrière. Leader naturel de l'équipe, il en devient le capitaine, lui qui en est aussi le joueur le plus expérimenté. Le 22 janvier 2010, il prolonge même d'un an son contrat avec Poznań, portant donc jusqu'en juin 2011.

### En sélection
Bartosz Bosacki connaît sa première sélection avec la Pologne le 10 février 2002, contre les Îles Féroé, en rentrant à la pause (victoire deux à un). Régulièrement présent pour des matches amicaux en 2004 puis en 2005, il est appelé, le 22 mai 2006, à participer à la Coupe du monde 2006, après une blessure de Damian Gorawski. Durant la compétition, il permet à son équipe de remporter un match, en inscrivant les deux buts de la victoire contre le Costa Rica, étant en passant les seuls buts de la Pologne. Oublié après le tournoi par le nouvel entraîneur néerlandais Leo Beenhakker, Bosacki est rappelé le 6 septembre 2008 pour les éliminatoires de l'Euro 2008 et un match contre la Slovénie. Depuis ce jour, il est plus souvent sélectionné par le coach, mais figure la plupart du temps sur le banc des remplaçants.

### Palmarès
- Vainqueur de la Coupe de Pologne : 1999, 2000, 2004 et 2009
- Vainqueur de la Supercoupe de Pologne : 1999 et 2004
- Finaliste de la Supercoupe de Pologne : 2000
- Finaliste de la Coupe de Pologne : 2002